# Tanypus bruchi
Tanypus bruchi är en tvåvingeart som beskrevs av Jean-Jacques Kieffer 1925. Tanypus bruchi ingår i släktet Tanypus och familjen fjädermyggor. Inga underarter finns listade i Catalogue of Life.